# Thilini Jayasinghe
Thilini Sunari Jayasinghe (singhalesisch: තිලිනි සුනාරි ජයසිංහ; tamil: திலினி சுனாரி ஜயசிங்க) (* 15. Januar 1985 in Peradeniya) ist eine sri-lankische Badmintonspielerin. 

## Karriere
Thilini Jayasinghe nahm 2008 im Dameneinzel an Olympia teil. Sie verlor dabei in Runde eins und wurde somit 33. in der Endabrechnung. 2006 gewann sie Bronze bei den Südasienspielen im Dameneinzel, 2010 Bronze im Damendoppel. Bei den Asienspielen 2006 schied sie in beiden Disziplinen in der ersten Runde aus.

## Sportliche Erfolge
| Saison | Veranstaltung       | Disziplin   | Platz | Name                                   |
| ------ | ------------------- | ----------- | ----- | -------------------------------------- |
| 2006   | Südasienspiele      | Dameneinzel | 3     | Thilini Jayasinghe                     |
| 2007   | Syria International | Damendoppel | 1     | Chandrika de Silva / Thilini Jayasinge |
| 2008   | Olympia             | Dameneinzel | 33    | Thilini Jayasinghe                     |
| 2010   | Südasienspiele      | Damendoppel | 3     | Thilini Jayasinge / Chandrika de Silva |